# Schülp bei Nortorf
Schülp bei Nortorf là một đô thị thuộc huyện Rendsburg-Eckernförde, trong bang Schleswig-Holstein, nước Đức. Đô thị Schülp bei Nortorf có diện tích 9,86 km², dân số thời điểm 31 tháng 12 năm 2006 là 821 người.